# You Send Me
You Send Me è un brano musicale del cantante statunitense Sam Cooke, pubblicato su singolo You Send Me/Summertime nel 1957 su etichetta Keen Records. Prodotto da Bumps Blackwell e arrangiato da René Hall, il pezzo fu il singolo di debutto di Cooke, e riscosse un grosso successo commerciale negli Stati Uniti, raggiungendo la vetta delle classifiche Billboard Rhythm & Blues Records e Billboard Hot 100.
La canzone è stata inserita nella lista delle "500 incisioni rock and roll più importanti" dalla Rock & Roll Hall of Fame. Nell'aprile 2010, il brano si è posizionato 115º nella "lista delle 500 migliori canzoni di sempre" secondo la rivista Rolling Stone.

## Descrizione
Cooke scrisse You Send Me nel 1955 circa, ma diede il credito compositivo al fratello minore L.C. (che utilizzava il cognome originale della famiglia, "Cook") perché non voleva che il suo editore musicale ricavasse profitto dalla canzone. Egli aveva anche sperato che L.C. incidesse lui stesso la canzone come cantante. La prima incisione ufficiale della traccia si tenne a New Orleans nel dicembre 1956 nel corso della medesima sessione in studio che aveva prodotto Lovable, la prima uscita al di fuori del genere gospel per Cooke (che volle pubblicare il singolo a nome Dale Cook). La versione maggiormente conosciuta di You Send Me fu invece incisa a Los Angeles nel giugno 1957.

## Classifica
| Anno | Classifica          | Posizione |
| ---- | ------------------- | --------- |
| 1957 | Black Singles Chart | 1         |
| 1957 | Pop Singles Chart   | 1         |
| 1958 | UK Singles Chart    | 29        |

## Formazione
- Sam Cooke - voce solista
- René Hall - arrangiamento e chitarra ritmica
- Clifton White,[5] René Hall - chitarre
- Ted Brinson - contrabbasso
- Earl Palmer - batteria
- Lee Gotch, The Pied Pipers - cori di sottofondo
- Bob Kidder - ingegnere del suono
- Robert Blackwell - produzione

## Cover
You Send Me è stata reinterpretata da svariati artisti nel corso degli anni, inclusi: Jesse Belvin (1957), Nat King Cole, Teresa Brewer, Michael Bolton, The Drifters, The Everly Brothers, The Four Seasons, Bobby Vee (1960), José Feliciano, Aretha Franklin, Steven Houghton, Nicolette Larson, Steve Miller Band, Van Morrison, Otis Redding, Sam & Dave, Percy Sledge, Roy Ayers, Paul & Paula (1963), The Supremes, The Manhattans (1985), Rachelle Ferrell, Fairground Attraction, Marcia Hines, Whitney Houston, Gregory Porter (2016), Dixie Chicks, Ponderosa Twins Plus One, Lynda Carter (2009) e Judie Tzuke (2003)
In Gran Bretagna, Rod Stewart pubblicò la sua versione di You Send Me come parte di un medley con Bring It On Home to Me.